# Szeparowce
Szeparowce (ukr. Шепарівці, ros. Шепаровка) – wieś na Ukrainie w rejonie kołomyjskim obwodu iwanofrankiwskiego, położona na brzegu rzeki Prut. 
W II Rzeczypospolitej wieś w powiecie kołomyjskim województwa stanisławowskiego. 
W 1942-1943 las wokół wsi był miejscem nowych egzekucji, które Gestapo i Ukraińska Policja Pomocnicza dokonała na ok. 8 tys. Żydów. Z tego względu miejsce to nazywane jest Kołomyjskim Katyniem.  W marcu 1944 nacjonaliści ukraińscy z OUN-UPA zamordowali tutaj 8 Polaków, grabiąc i paląc ich zagrody. W 1993 r. Żydzi upamiętnili miejsce zagłady.